# Friedrich Halstenberg

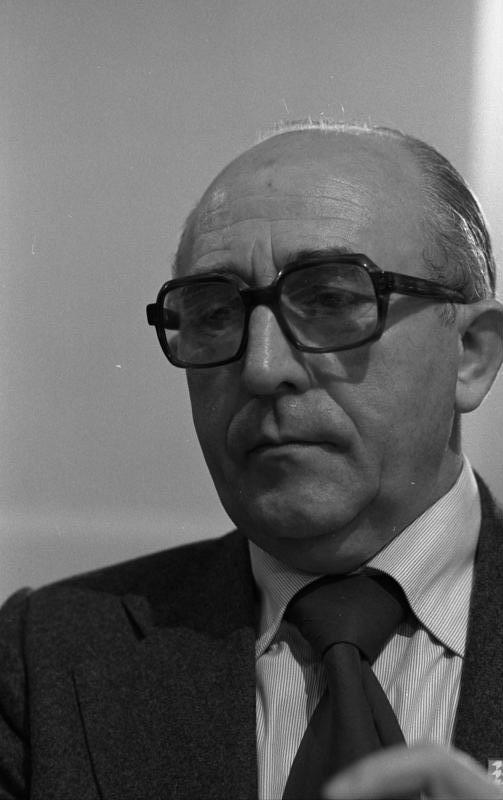
Friedrich Halstenberg, 1978

Friedrich Halstenberg (* 12. Juni 1920 in Werfen, Westfalen; † 3. November 2010 in Köln) war ein deutscher Jurist, Hochschullehrer und Politiker (SPD).

## Leben
Friedrich Halstenberg wurde am 12. Juni 1920 als Sohn eines Schulrektors in Werfen im Kreis Herford geboren. Nach dem Besuch der Volksschule und dem Abitur im Jahr 1938 am Freiherr-vom-Stein-Gymnasium in Bünde beantragte er am 1. April 1938 die Aufnahme in die NSDAP und wurde zum 1. September desselben Jahres aufgenommen (Mitgliedsnummer 6.970.255). Er wurde zur Wehrmacht eingezogen und leistete Kriegsdienst bei der Infanterie-Nachrichten-Truppe. Anschließend nahm er ein Studium der Rechtswissenschaft an den Universitäten in Göttingen, Köln und Bonn auf, das er 1950 mit dem ersten und 1955 mit dem zweiten juristischen Staatsexamen beendete. Im Jahr 1957 promovierte er an der Universität Köln zum Dr. jur. mit dem Thema Das Verfahren der parlamentarischen Untersuchung nach Artikel 44 des Grundgesetzes unter besonderer Berücksichtigung des Verhältnisses zur Gerichtsbarkeit.
Halstenberg arbeitete seit 1951 als Referent beim Deutschen Städtetag, war in den Jahren 1954 bis 1962 Generalsekretär des Deutschen Verbandes für Wohnungswesen, Städtebau und Raumplanung und von 1959 bis 1962 zugleich Beigeordneter und Chefsyndikus des Verbandes Kommunaler Unternehmen. Von 1962 bis 1965 leitete er als Ministerialdirigent die Abteilung Städtebau und Raumordnung im Bundesministerium für Wohnungswesen, Städtebau und Raumordnung. 1965/66 fungierte er als Direktor des Siedlungsverbandes Ruhrkohlenbezirk (SVR).
Halstenberg erhielt im Jahr 1962 einen Lehrauftrag an der Technischen Hochschule Hannover und war dort seit 1966 Honorarprofessor für Planungs- und Baurecht. Seit 1968 war er auch Honorarprofessor an der Universität Dortmund. Darüber hinaus war er Aufsichtsratsmitglied des Eschweiler Bergwerks-Vereins und Mitglied der Akademie für Raumforschung und Landesplanung in Hannover sowie der Deutschen Akademie für Städtebau und Landesplanung in Köln.

## Partei
Halstenberg trat im Jahr 1964 in die SPD ein und schloss sich 1965 der ÖTV heute ver.di an. Von 1978 bis 1984 war er als Nachfolger von Wilhelm Dröscher Bundesschatzmeister der Sozialdemokraten und gehörte gleichzeitig dem Präsidium der Partei an. Nach der Wiedervereinigung Deutschlands arbeitete er von 1991 bis 1995 für die Planungsberatung der SPD-geführten Landesregierung in Brandenburg.

## Abgeordneter
Halstenberg gehörte dem Nordrhein-Westfälischen Landtag vom 25. Juli 1972 bis 1980 an. Er war über die Landesliste ins Parlament eingezogen.

## Öffentliche Ämter
Halstenberg wurde im Jahr 1966 als Staatssekretär und Chef der Staatskanzlei in die von Ministerpräsident Heinz Kühn geführte Regierung des Landes Nordrhein-Westfalen berufen. Während seiner Amtszeit hatte er maßgeblichen Anteil an der Entwicklung des Rechtes der Landes-, Regional- und Ortsplanung, die im März 1970 als Nordrhein-Westfalen-Programm 1975 der Öffentlichkeit vorgestellt wurde. Am 12. September 1972 wurde Halstenberg zum Minister für Bundesangelegenheiten ernannt, blieb aber noch bis zum 4. Juni 1975, als er als Minister an die Spitze des Finanzressorts wechselte, Chef der Staatskanzlei. Von 1975 bis 1978 war er als Finanzminister Vorsitzender des Finanzausschusses des Bundesrates. Am 17. Januar 1978 musste er aufgrund der „Poullain-Affäre“ um den Vorstandsvorsitzenden der WestLB, Ludwig Poullain, zurücktreten, da ihm als Verwaltungsratsvorsitzender die Staatsaufsicht über die Bank oblag.

## Ehrungen
- 1971: Großoffizier des Ordens von Oranien-Nassau der Niederlande[3]
- 1973: Großes Goldenes Ehrenzeichen mit dem Stern für Verdienste um die Republik Österreich[4]
- 1980: Großes Verdienstkreuz mit Stern und Schulterband der Bundesrepublik Deutschland[5]
- 1989: Verdienstorden des Landes Nordrhein-Westfalen[6]

## Zitate
„Wenn rauskommt, wie was reinkommt, komme ich wo rein, wo ich nicht mehr rauskomme“
(Über seine Funktion als Bundesschatzmeister der SPD).